# Dariusz Gotlib
Dariusz Gotlib (ur. 9 listopada 1971 w Przasnyszu) – polski inżynier, doktor habilitowany nauk technicznych. Specjalizuje się w kartografii, geoinformatyce i systemach informacji geograficznej. Profesor uczelni na Wydziale Geodezji i Kartografii Politechniki Warszawskiej.

## Życiorys
Absolwent Wydziału Geodezji i Kartografii Politechniki Warszawskiej (1995). Doktorem został w 2001 na podstawie pracy zatytułowanej Możliwości wykorzystania analitycznych metod projektowania systemów informatycznych w tworzeniu baz danych przestrzennych na przykładzie topograficznego systemu informacyjnego, przygotowanej pod kierunkiem Andrzeja Makowskiego. Habilitację z geodezji i kartografii uzyskał w 2011 na podstawie dotychczasowego dorobku naukowego i pracy pt. Metodyka prezentacji kartograficznych w mobilnych systemach lokalizacyjnych i nawigacyjnych.
W latach 2012–2016 działał w Senackiej Komisji ds. Nauki Politechniki Warszawskiej, jak również pełnił funkcję Prodziekana ds. Nauki i Rozwoju na Wydziale Geodezji i Kartografii PW. W 2016 objął rolę pełnomocnika ds. Rozwoju na tym samym wydziale oraz został członkiem Rektorskiej Komisji ds. Nauki i Aparatury Naukowo Badawczej. W 2020 objął funkcję Prodziekana ds. Rozwoju i Współpracy z Gospodarką na Wydziale Geodezji i Kartografii PW.

## Działalność naukowa
W swojej działalności naukowej Gotlib skupia się m.in. na geoinformatyce, kartografii mobilnej i nawigacyjnej, modelowaniu danych przestrzennych, a także na kartografii wnętrz budynków i nawigacji wewnątrz budynków. Od 1995 prowadzi działalność dydaktyczną na Wydziale Geodezji i Kartografii PW, w ramach której współtworzył na tymże wydziale pierwszy w Polsce na uczelni technicznej kierunek „Geoinformatyka”. Od 1999 do 2007 pełnił rolę głównego projektanta polskiej Bazy Danych Topograficznych, przed 2003 biorąc udział w tworzeniu ogólnopolskich Wytycznych Technicznych Bazy Danych Topograficznych. W latach 2001–2011 pracował dla firm z grupy kapitałowej Polskiego Przedsiębiorstwa Wydawnictw Kartograficznych, koordynując rozwój Systemu Bazy Danych Przestrzennych. Ponadto działa w szeregu organizacji naukowych i zawodowych, m.in. Komitecie Geodezji Polskiej Akademii Nauk czy Sekcji Geoinformatyki Polskiej Akademii Umiejętności.
Swoje prace publikował w czasopismach, takich jak np. International Journal of Applied Earth Observation and Geoinformation, International Journal of Geo-Information, Applied Sciences, Polish Cartographical Review, „Geodeta: magazyn geoinformacyjny”, „Przegląd Geodezyjny”, jak również na różnych konferencjach naukowych krajowych i zagranicznych. Jest członkiem redakcji „Polish Cartographical Review” oraz „Annual Navigation”, oraz członkiem Rady Naukowej „Reports on Geodesy and Geoinformatics”. Był współautorem kilku monografii.